# Огундана, Шола
Элиа Олувашола Огундана (англ. Elijah Oluwashola Ogundana; род. 22 февраля 2005, Ifaki, Экити) — нигерийский футболист, вингер клуба «Фламенго».

## Клубная карьера
Огундана — воспитанник клубов «Ремо Старз» и «Фламенго». 14 ноября 2024 года в матче против «Атлетико Минейро» он дебютировал в бразильской Серии A в составе последнего.

## Достижения
Клубные
 «Фламенго»
- Победитель Лиги Кариока — 2025